# Ambarvalia pyrops
Ambarvalia pyrops är en insektsart som beskrevs av William Lucas Distant 1917. Ambarvalia pyrops ingår i släktet Ambarvalia och familjen sporrstritar. Inga underarter finns listade i Catalogue of Life.